# Lokovica, Pliberk
Lokovica (nemško Lokowitzen) je naselje v Občini Pliberk v Okraju Velikovec na Koroškem v Avstriji.